# Хајвју (Кентаки)
Хајвју (енгл. Highview) град је у америчкој савезној држави Кентаки.

## Демографија
По попису из 2000. године број становника је 15.161.
| Група             | 2000.          | 2010.    |
| Белци             | 13.385 (88,3%) | 0 (0,0%) |
| Афроамериканци    | 1.180 (7,8%)   | 0 (0,0%) |
| Азијати           | 117 (0,8%)     | 0 (0,0%) |
| Хиспаноамериканци | 307 (2,0%)     | 0 (0,0%) |
| Укупно            | 15.161         | 0        |